# هورسفلدية جميلة
هورسفلدية جميلة (الاسم العلمي:Horsfieldia superba) هي نوع هجين غير مؤكد من النباتات تتبع جنس الهورسفلدية من الفصيلة البسباسية.